# بهاستریکا
بهاستریکا نام پرانایامی است که مانند بهاستر یا دم آهنگری می‌باشد. تنفس دم آهنگری که در آن نفس از بینی به نسبت مساوی با شدت به درون کشیده و بیرون رانده می‌شود، همانند عمل تلمبه زنی دم آهنگری. بهاستریکا باید پس از وضعیت‌های یوگا و نادی شودانا پرانایاما و پیش از سیتکاری، شیتالی یا اوجایی تمرین شود.

## وضعیت نشستن
وضعیت درست نشستن برای بهاستریکا وضعیت نیلوفر است.
بهاستریکا نباید آن قدر با فشار انجام شود که سوراخ‌های بینی هنگام دم به داخل جمع شود. صدای تولید شده از بینی نباید خیلی بلند باشد.

## آتش درون
بهاستریکا پرانایاما (دم آهنگری) آتش درون را به حرکت درمی‌آورد و بدن فیزیکی و بدن پرانیک را حرارت می‌بخشد.

## بیماری
افرادی که دچار فشار خون بالا، بیماری قلبی، تومور مغزی، سرگیجه، زخم معده و روده، بیماری آب سیاه یا سبز چشم، اسهال خونی، یا اسهال هستند نباید این تمرین را انجام دهند.